# Ворбен
Ворбен (нім. Worben) — громада  в Швейцарії в кантоні Берн, адміністративний округ Зееланд.

## Географія
Громада розташована на відстані близько 21 км на північний захід від Берна.
Ворбен має площу 2,8 км², з яких на 28,9% дозволяється будівництво (житлове та будівництво доріг), 63% використовуються в сільськогосподарських цілях, 7,4% зайнято лісами, 0,7% не є продуктивними (річки, льодовики або гори).

## Демографія
2019 року в громаді мешкало 2411 осіб (+6,7% порівняно з 2010 роком), іноземців було 10,5%. Густота населення становила 874 осіб/км².
За віковим діапазоном населення розподілялося таким чином: 19,6% — особи молодші 20 років, 57,8% — особи у віці 20—64 років, 22,6% — особи у віці 65 років та старші. Було 1073 помешкань (у середньому 2,2 особи в помешканні).
Із загальної кількості 846 працюючих 69 було зайнятих в первинному секторі, 155 — в обробній промисловості, 622 — в галузі послуг.